# Нижняя Катуховка
Нижняя Катуховка — село в Новоусманском районе Воронежской области.
Административный центр Нижнекатуховского сельского поселения.

## География
Село расположено в 48 км от Воронежа. Здесь проходит русло реки Правая Хава. В окрестностях села есть зарыбленный пруд.

### Климат
Климат умеренно континентальный. Количество осадков колеблется от 500 до 650 мм ртутного столба. Населённый пункт располагается в лесостепной зоне.

### Улицы
- ул. Есипова — улица названная в честь героя Советского Союза Есипова Петра Васильевича, который родился в этом селе.
- ул. Молодёжная — улица расположенная по берегам реки Правая Хава. На улице расположена местная школа.
- ул. Ленина — самая большая улица в селе. На улице Ленина расположены: здание сельской администрации, магазин, детский сад, Дом культуры местное почтовое отделение, пункт медицинской помощи, церковь Покрова Пресвятой Богородицы.

## История
Село Катуховка было основано во второй половине XVIII века: оно обозначено на карте межевания Воронежского уезда 1779 г. В начале XIX века сюда прибывают две партии переселенцев из села Орлово. В 1859 г. в селе было 77 дворов, численность населения которых составляла 834 человека. До 1928 года Нижняя Катуховка входила в состав Воронежского уезда Воронежской губернии.
В 1868 году в Нижней Катуховке была выстроена каменная Покровская церковь. Архиепископ Дмитрий Самбикин в 1880-е годы писал о ней:«Покровская церковь в селе Нижней Котуховке Воронежского уезда. Каменная с таковою же колокольнею, построена в 1868 г. Земли пахатной 33 десятины. Четыре подцерковных деревянных дома. Прихожан 1000 душ, деревни: Трудолюбивая, Тарасовка (1 верста), Усманские выселки 1-я и 2-я (в 2-х верстах), Петровская (в 3-х верстах) и Федоровка (в 4 верст.). Один штат».

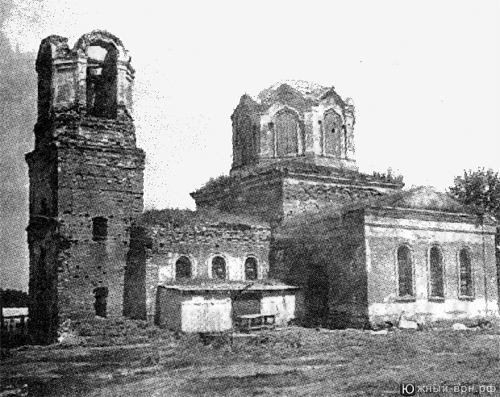
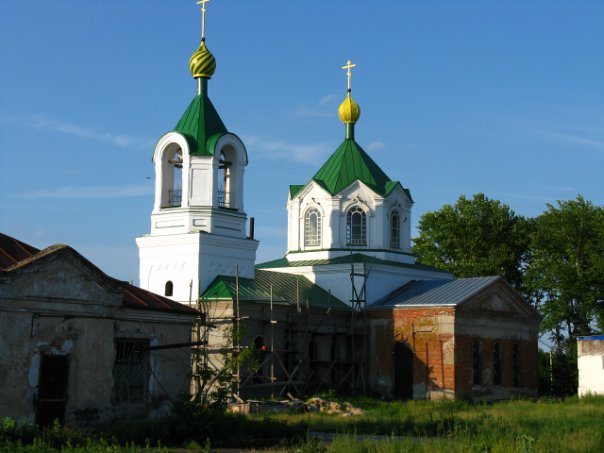
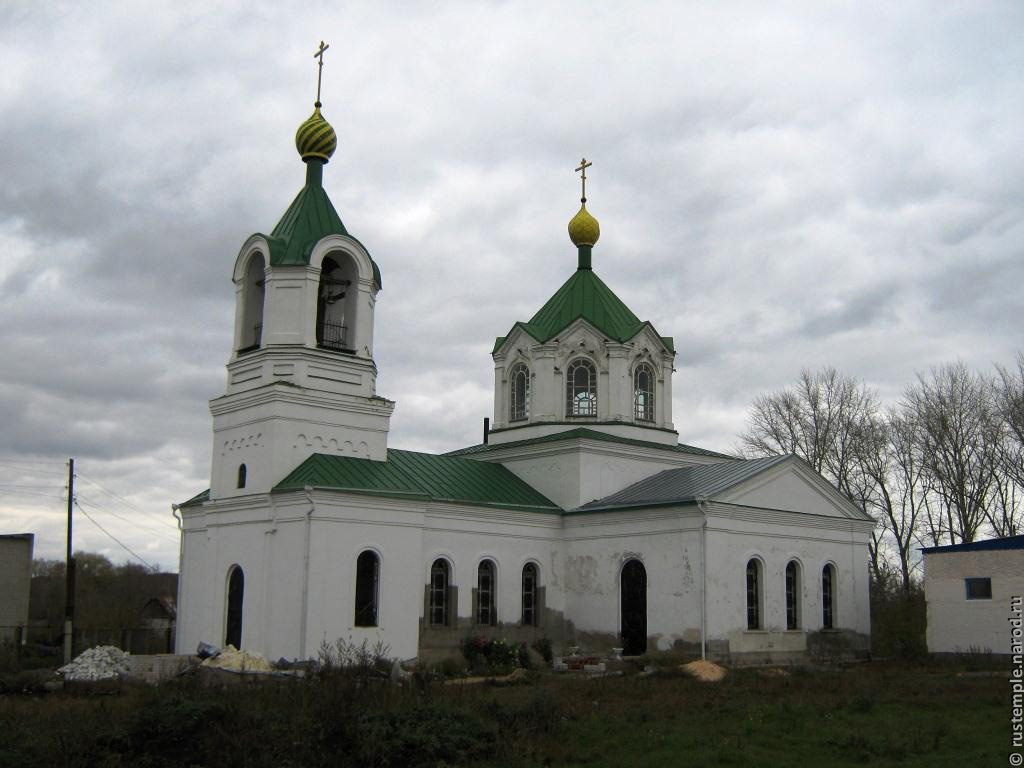

По документам Воронежской епархии за 1900 год, в штате церкви числились: священник (Михаил Данилович Попов), диакон (Михаил Димитриевич Скрябин) и псаломщик (Михаил Стефанович Попов). Приход насчитывал 327 дворов, в которых проживало 2472 человека.
В 1908 году Покровская церковь была расширена — пристроены обширные притворы, в результате чего церковь получила крестообразный план. Проект пристройки выполнил архитектор А. С. Купинский, имевший усадьбу неподалеку от села.
В 1910 году в селе было выстроено новое здание земской школы, в котором в 1914 году обучалось 169 детей.
Церковь, расположенная в центре села, доминирует в окружающем ландшафте. Оригинальность ей придает колокольня с очень высоким четвериком первого яруса. Сейчас идет восстановление церкви. 30 июня 2007 года на купол храма был торжественно водружён святой крест. В июле 2010 года настоятелем Покровского храма был назначен священник Игорь Васильевич Володько.
В настоящее время Покровская церковь постановлением администрации Воронежской области N 850 от 14.08.1995 г. является объектом исторического и культурного наследия областного значения.

## Известные жители и уроженцы
- Черных, Акулина Михайловна (1904—1988) — Герой Социалистического Труда.